# Vera Brosgol
Vera Brosgol (née en août 1984 à Moscou) est une auteure de bande dessinée et animatrice américaine.

## Publications
- Hopeless Savages B-Sides: The Origin of the Dusted Bunnies (dessin), avec Jen Van Meter (scénario), Oni Press, 2005.
- Anya's Ghost, First Second, 2011.
  - (fr) Le Fantôme d'Anya, Altercomics, 2013.
- Leave Me Alone!, 2016
  - (fr) Laissez-moi tranquille ! (traduit de l'anglais par Alice Boucher), Bayard jeunesse, 2017
- Be Prepared!, 2018
  - (fr) Un été d'enfer !, Rue de Sèvres, 2019

## Filmographie
- 2009 : Coraline (storyboard)
- 2012 : L'Étrange Pouvoir de Norman (animation)

## Prix et récompenses
- 2005 : Prix Kimberly Yale du meilleure nouveau talent féminin pour Hopeless Savages: B-Sides et ses histoires dans Flight
- 2011 : Prix Harvey de la meilleure publication graphique originale pour jeunes lecteurs pour Le Fantôme d'Anya
- 2012 : Prix Bédélys Jeunesse de la meilleure bande dessinée destinée aux enfants de 7 à 12 ans pour Le Fantôme d'Anya
- 2012 : Prix Eisner de la meilleure publication pour adolescents avec Le Fantôme d'Anya
- 2017 : « Honor Book » de la Médaille Caldecott[1] pour Laissez-moi tranquille !
- 2020 : Prix Bédélys Jeunesse de la meilleure bande dessinée destinée aux enfants de 7 à 12 ans pour Un été d'Enfer
- 2021 :  Prix Bernard Versele[2] pour Un été d'enfer